# Mozart und der Wal
Mozart und der Wal ist eine US-amerikanische Tragikomödie von Petter Næss aus dem Jahr 2005. Die Literaturverfilmung basiert auf dem Roman Crazy in Love (engl. Originaltitel: Mozart and the Whale) von Jerry und Mary Newport, in dem die beiden ihre eigene Lebens- bzw. Liebesgeschichte biographisch wiedergeben.

## Handlung
Donald ist studierter Mathematiker und jobbt als Taxifahrer. Isabelle ist Musikerin und Malerin, sie arbeitet in einem Friseursalon. Als Isabelle zu der von Donald gegründeten Selbsthilfegruppe stößt und sie sich vorsichtig annähern, wird das Leben der zwei gegensätzlichen Charaktere völlig durcheinandergewirbelt und ihre Beziehung auf eine schwierige Probe gestellt: Der zurückhaltende Donald verbirgt sein Dasein als Asperger-Autist in der Öffentlichkeit und will sich lieber mehr der Gesellschaft anpassen. Isabelle hingegen ist mit ihrer extrovertierten Eigenart und ihrer Ehrlichkeit (mit der sie andere auch oft verletzt) ganz zufrieden und sucht nach Akzeptanz für ihr Dasein.

## Synchronisation
| Rolle             | Synchronsprecher |
| ----------------- | ---------------- |
| Donald Morton     | Simon Jäger      |
| Isabelle Sorenson | Vera Teltz       |
| Wallace           | Erich Räuker     |
| Gregory           | Stefan Gossler   |

## Produktion
Das Drehbuch wurde von Ronald Bass geschrieben, der zuvor bereits Rain Man schrieb, ein Drama, welches ebenfalls von einer autistischen Persönlichkeit handelt. Bass wird nachgesagt, dass er sich für den Film von einem 1995 erschienenen Zeitungsartikel aus der Los Angeles Times hat inspirieren lassen.
Der Film war ursprünglich ein Projekt von DreamWorks und sollte von Steven Spielberg mit Robin Williams und Téa Leoni in den Hauptrollen verfilmt werden. Wegen anderer Verpflichtungen konnte Spielberg den Film nicht in der zur Verfügung stehenden Zeit verwirklichen.

## Kritik
„Sensible Außenseitergeschichte in Gestalt einer humorvollen melodramatischen Komödie, getragen von ausgezeichneten Darstellern.“

„Sensibel und warmherzig erzählt Næss die Geschichte einer vorsichtigen und immer schwierigen Annäherung, als ungleiches Paar geben Josh Hartnett und Radha Mitchell eine Herz erwärmende Vorstellung.“